# Indumil Pistola Córdova
La Córdova es una pistola semiautomática desarrollada por la Industria Militar Colombiana Indumil, empresa 100% estatal. Fabricada de un polímero reforzado con fibra de vidrio, opera por retroceso de masas el sistema locked breech. Introducida en 2013 por Indumil, es la primera pistola comercial en tener sistema de cajón de mecanismos con el sistema de control de fuego (disparador, fiador y todas las conexiones necesarias). Se diseña inicialmente para Agencias Gubernamentales y las Fuerzas Armadas de Colombia; la Cordova estuvo disponible a finales de 2015 para el mercado comercial civil. Su objetivo es hacer al país autosuficiente en el rubro de armas de porte y uso personal, y así sustituir la importación de este tipo de armas.

## Antecedentes
A principios del año 2014 se realiza la primera producción comercial de 500 unidades para el Ministerio de la Defensa exclusivamente, planeando su exportación a partir de este mismo año. Las pruebas resultaron positivas y la pistola empezó su comercialización en el mercado particular colombiano, pudiendo ser adquirida por algunos militares activos, otros en retiro, así como personal de empresas de seguridad. 
Después de que estos usuarios particulares iniciaron su uso, encontraron algunas fallas, especialmente en la alimentación de la munición. Todos creyeron que eran errores en su propia pistola. En diciembre de 2014, un aficionado con experiencia en las armas de fuego, realizó un video para YouTube que demostraba las fallas que presentaba la pistola, llamándola extraoficialmente la "Generación 1". Posterior a esto, la Fábrica José María Córdova por intermedio de Indumil, asume la titánica tarea de recoger todas las pistolas que hasta el momento habían sido vendidas con el propósito de corregir los errores que habían sido detectados; en una actitud responsable de fabricante al asumir la garantía de su producto.
Aprovechando que las pistolas fueron recogidas, en la fábrica: cerraron los espacios en el marco, reforzaron la recámara (reemplazando también el cañón), ajustaron los seguros, se suavizó el resorte de recuperación y se optó por utilizar cargadores 100% metálicos, en lugar de aquellos hechos de polímero; también se rebajó peso de la corredera. De ahí que se hable de la "evolución" del arma .
La producción de la Córdova se detuvo por completo porque la fábrica se concentró únicamente en la corrección de las fallas que tenían las pistolas, que hasta la fecha habían producido. Para mayo de 2015 el 75% de las pistolas en el mercado habían sido corregidas, y el mismo entusiasta de las armas de fuego, realizó un nuevo video para YouTube que demostraba la nueva pistola Córdova corregida, llamándola extraoficialmente la "Generación 2". Para agosto de 2015, el 99% de las pistolas estaban listas, empezando de nuevo la producción comercial en septiembre del mismo año.
En junio de 2016 se lanza al mercado una versión definitiva de la pistola, y el mismo aficionado de las armas de fuego, realizó un nuevo video para YouTube que demostraba la nueva pistola Cordova final, llamándola extraoficialmente la "Generación 3" . Indumil adopta el nombre de "Córdova 3.0" para referirse a su propio producto.  En ese mismo año, la pistola fue sometida en laboratorio balístico a las pruebas NIJ Standard "National Instute of Justice", MilSpec "Military Especifications" y las propias del Ministerio de Defensa -Ejército de Colombia, con resultados que demostraron que no solo la pistola superaba sino que también excedía las pruebas.
Entre las prestaciones que tiene la pistola se cuenta con un ángulo de inclinación de entre 5° y 9° y una velocidad (split) de disparo de 0.17. Las pruebas incluyeron:
- Disparo en Sobrepresión: Pruebas de dos disparos con +30% de presión, se realizaron tres con +45%.
- Presión en Disparador: 9 libras Acción Sencilla y 12 libras Acción Doble, la pistola mostró 8 libras A/S y 11 libras A/D.
- Seguro Contra caídas: 4 kilogramos, se utilizaron 5.5 kilogramos.
- Caída Accidental: 120 centímetros,

## Características
- Diseño novedoso y ambidextra: pensada en la comodidad del usuario.
- Primera pistola comercial en tener sistema de cajón de mecanismos con el sistema de control de fuego (disparador, fiador y todas las conexiones necesarias).
- Retén de Corredera extendido para una mejor ergonomía al momento de liberar la corredera.
- Capacidad del Cargador de 9 cartuchos para particulares; es posible obtenerla con cargadores de 15 cartuchos.
- Empuñadura zurcada contra deslizamiento y totalmente ergonómica para un mejor agarre del arma.
- Extensiones intercambiables para darle un mayor o menor grosor a la empuñadura.
- Ranurado en la parte media-delantera de la corredera para una carga más rápida.
- Ranurado en la parte delantera del guardamonte, para un agarre con mayor estabilidad.
- Rieles MIL-SD-1913 para montar mira láser, linterna o accesorios externos.
- Miras retroiluminadas para operación en condiciones de baja visibilidad (Opcional miras en tritio con un costo adicional).

## Descripción
El marco está hecho en polímeros de Dupont, y su corredera está elaborada en acero de alta pureza alto en carbono y bajo en oxígeno, este acero se utiliza en piezas que están sometidas a grandes exigencias de dureza, resistencia mecánica y tenacidad. El cañón es del mismo acero con un tratamiento adicional de cromo duro. Su proveedor originalmente fue de polímero sin alma de lámina, y todas las nuevas versiones traen cargador en lámina de metal con elevador en polímero. Normalmente una pistola regular pesa de 790 a 800 gramos, mientras ésta tiene entre 600 y 800 gramos de peso total (según el modelo) con el cargador insertado (pero descargada), estando entre las más ligeras del mundo. 
La combinación de dos seguros automáticos independientes hacen que la Pistola Córdova sea la más segura del mundo. Mientras el disparador esta en reposo (sin tener en cuenta la ubicación del martillo y el percutor) dos mecanismos automáticos (seguro del disparador y seguro de la aguja percutora) se ponen en funcionamiento independiente el uno del otro
La primera producción fueron pistolas de prueba, con un total de 250 unidades, de las cuales 150 fueron para pruebas en la Policía Nacional y 100 fueron destinadas al Ejército de Colombia, todas ellas para verificar las capacidades de la misma. El arma tiene el nombre de "Córdova", en homenaje al prócer de la independencia colombiano José María Córdova, y al nombre de la fábrica en donde fueron diseñadas y están siendo producidas.

## Diseño

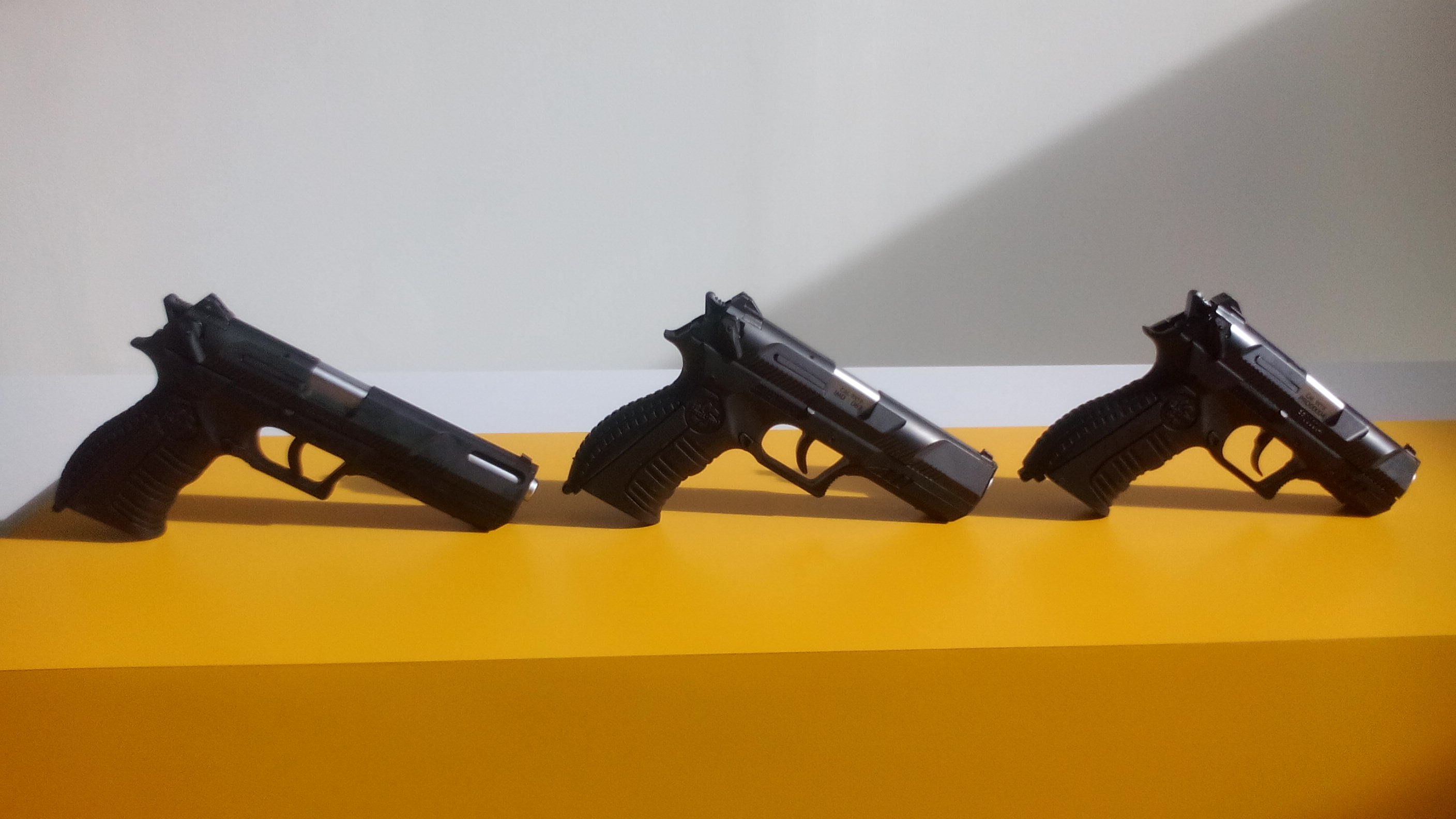
Cordovas Táctica (5"), Estándar (4") y Compacta (3")

La corredera es hecha de acero 43/40 de altísima resistencia con una gran templabilidad, tenacidad y resistencia a la fatiga. La corredera como tal incluye ranuras (serinado) amplios para su carga en la parte trasera y en la delantera, lo que da una superficie muy amplia para maniobrar la carga. Esas ranuras amplias permiten un mejor agarre y cargue con la mano desnuda. Su cañón también de acero al carbón presenta estriado poliginal, de 6 giros hacia la derecha sin mecanizado y por microfundición, lo que presenta una mejoría pequeña sobre el desempeño de la munición haciéndola adaptarse mejor al cañón y así incrementando su velocidad de salida. El armazón es de aleación de polímero reforzado con fibra de vidrio e incluye tres extensiones intercambiables para darle un mayor o menor grosor a la empuñadura, que con su rayado y forma la hacen perfectamente ergonómica en una superficie antideslizante.
El disparador es construido en el mismo material del marco, y funciona en doble acción únicamente para el primer disparo, efectuando los siguientes disparos en acción sencilla. El cargador es de doble hilera y la corredera queda abierta tras disparar el último cartucho, permitiendo cambiar el cargador y alimentar rápidamente el arma. El botón del seguro del cargador está a ambos lados, y es de muy bajo perfil; y a diferencia de la mayoría de pistolas, este botón no se presiona sino que se empuja para liberar el cargador, lo que hace que este sea expulsado de arma con un poco de fuerza, y no solamente caiga por gravedad, lo que asegura un cambio de cargador más rápido.
El arma posee un indicador de "cartucho en recámara", y con sus comandos de seguro a ambos lados de la corredera, que junto con el liberador del cargador también a ambos lados, hacen que la Córdova sea un arma ambidextra. Posee un desconector activado por la palanca del seguro y bloqueo del percutor; la pistola no disparará hasta que el disparador sea completamente oprimido, evitando así disparos accidentales. Está bien balanceada y tiene un recorrido de corredera corto. Posee una gran estabilidad al momento de realizar disparos rápidos. Es una de las pistolas semiautomáticas más sencillas de desarmar a la hora de ser limpiada.
La versión "Compacta" de la pistola Córdova, fue la primera pistola moderna en usar un marco estándar con una corredera compacta, lo que hace que los proveedores (cargadores) sean usados indistintamente en cualquiera de las pistolas Córdova.

## Usuarios
- Colombia

-  Ejército Nacional de Colombia

- Fiscalía General de la Nación - Cuerpo Técnico de Investigación (CTI)
- Instituto Nacional Penitenciario y Carcelario
- Empresas de Seguridad y Vigilancia Privada.
- Esquemas de protección de Empresas Privadas.
- Usuarios Particulares (Personas Naturales)
- Policía Nacional de Colombia

Nota: En 2016 el Grupo GAULA (Antisecuestro y antiextorsión) del Ejército de Colombia declinó la compra de armas de Estados Unidos, sustituyéndolas por unidades Córdova.